# Тішица
Тішица (рум. Tișița) — село у повіті Вранча в Румунії. Адміністративно підпорядковане місту Мерешешть.
Село розташоване на відстані 178 км на північний схід від Бухареста, 15 км на північ від Фокшан, 148 км на південь від Ясс, 79 км на північний захід від Галаца, 125 км на схід від Брашова.

## Населення
За даними перепису населення 2002 року у селі проживали 9 осіб, усі — румуни. Усі жителі села рідною мовою назвали румунську.